# NGC 736
NGC 736 је елиптична галаксија у сазвежђу Троугао која се налази на NGC листи објеката дубоког неба.
Деклинација објекта је + 33° 2' 40" а ректасцензија 1h 56m 41,0s. Привидна величина (магнитуда) објекта NGC 736 износи 12,2 а фотографска магнитуда 13,2. Налази се на удаљености од 54,497 милиона парсека од Сунца. NGC 736 је још познат и под ознакама UGC 1414, MCG 5-5-28, CGCG 503-55, 6ZW 111, PGC 7289.